# Carl Shy
Carl Leslie Shy (Los Ángeles, California, 13 de septiembre de 1913 - Orange County, California, 17 de diciembre de 1991) fue un  jugador de baloncesto estadounidense. Con 1,83 m de estatura, su puesto natural en la cancha era el de escolta. Fue campeón olímpico con Estados Unidos en los Juegos Olímpicos de Berlín de 1936.